# Suðurkjördæmi
Il distretto elettorale Sud è uno dei sei distretti elettorali dell'Islanda. Il capoluogo è Keflavík. Ha 10 rappresentanti nell'Alþingi.
Il distretto elettorale è stato istituito come Suðurland (islandese: Suðurland) nel 1959 in seguito all'estensione a livello nazionale della rappresentanza proporzionale per le elezioni all'Althing. È stato ribattezzato Sud nel 2003 quando parti dei collegi elettorali di Austurland e Suðvesturkjördæmi sono stati fusi nel distretto elettorale Sud in seguito alla riorganizzazione dei distretti elettorali in tutta l'Islanda. Sud è costituito da due regioni: Suðurland e Suðurnes. Il distretto elettorale attualmente elegge nove dei 63 membri dell'Althing utilizzando il sistema elettorale a rappresentanza proporzionale a lista aperta di partito. Alle elezioni parlamentari del 2021 aveva 38.424 elettori registrati.

## Sistema elettorale
Il distretto elettorale Sud, attualmente, elegge nove dei 63 membri dell'Althing utilizzando il sistema elettorale a rappresentanza proporzionale a lista aperta di partito. I seggi elettorali sono assegnati utilizzando il metodo D'Hondt. I seggi compensativi (equalisation seas) sono calcolati in base al voto nazionale e sono assegnati utilizzando il metodo D'Hondt a livello di distretto elettorale. Concorrono per i seggi compensativi solo i partiti che raggiungono la soglia nazionale del 5%.

## Sottodivisioni
Il distretto elettorale comprende 3 regioni e 19 comuni.
- Regioni: Austurland (esclusivamente con il comune di Hornafjördur),  Suðurland e Suðurnes.

- Il distretto elettorale Sud con i propri territori delle cappe di ghiaccio

- Comuni: Arborg, Ásahreppur, Bláskógabyggð, Flóahreppur, Grímsnes og Grafningur, Grindavík, Hornafjördur, Hrunamannahreppur, Hveragerði, Reykjanesbær, Mýrdalur, Ölfus, Rangárþing Eystra, Rangárþing ytra, Skaftárhreppur, Skeiða- og Gnúpverjahreppur, Suðurnesjabær, Vestmannaeyjar e Vogar.